# Александар Ањуков
Александар Генадјевич Ањуков (рус. Александр Геннадьевич Анюков; 28. септембар 1982. Кујбишев сада Самара, СССР сада Русија) је руски фудбалски репрезентативац. Тренутно игра и капитен је клуба Зенит Санкт Петербург, који се такмичи у Премијер лиги Русије.
Од своје 6 године Александар Ањуков је похађао фудбалску школу у Самари, а 2000. године је почео да игра за резервни тим Крила Совјетов из Самаре у Другој лиги Русије. Ту га је запазио Александар Тарханов и позвао га у први тим. Ањуков је дебитовао у Премијер лиги Русије 14. октобра 2000. у утакмици против Зенита из Санкт Петербурга.
Играо је у Крилима Совјетов до средине 2005. Током овог периода је постао интернационални играч и учествовао је на Европском првенству 2004.
У јулу 2005. Ањуков је прешао у пребачен у Зенит Санкт Петербург. Са њим је стигао до четвртфинала УЕФА купа 2005/06. и освојио УЕФА куп 2007/08.. Са репрезентацијом Русије учествовао на Европском првенству 2008. одржаном у Аустрији и Швајцарској где је репрезентација Русије играла у полуфиналу и освојила треће место.
Да данас 20. јула 2010. за репрезентацију је одиграо 49 утакмица на којима је постигао један гол.

## Успеси

### Клупски
- УЕФА Супер куп
  - Победник: 1 (2008)
- УЕФА куп
  - Победник: 1 (2008)
- Премијер лига Русије
  - Победник: 1 (2007)
- Куп Русије
  - Победник: 1 (2009/10.)
  - Финалиста: 1 (2003/04)

### Лични
- Најбољих 33 играча Премијер лиге (6 пута)

1. 2008, 2009.
2. 2005, 2006, 2007.
3. 2004.

### Репрезентативни голови
| # | Датум        | Место                        | Противник | Резултат | Гол   | Врста утакмице |
| - | ------------ | ---------------------------- | --------- | -------- | ----- | -------------- |
| 1 | 8. јун 2005. | Борусија Парк, Менхенгладбах | Немачка   | 2:2      | 1 – 0 | пријатељска    |